# 1006-й важкий бомбардувальний авіаційний полк (Україна)
1006-й важкий бомбардувальний авіаполк (1006 вбап) — військове формування Повітряних сил України, яке існувало у 1992—2001 роках. Полк мав на озброєнні стратегічні турбогвинтові бомбардувальники Ту-95.

## Історія
На момент розпаду СРСР 1006-й важкий бомбардувальний авіаційний полк ВПС СРСР базувався на території України, на авіабазі Узин. Після проголошення Україною незалежності 24 серпня 1991 року, російське військово-політичне керівництво, не бажаючи змиритись із втратою стратегічних бомбардувальників, вирішило повторити в Узині «казахський сценарій», коли Ту-95 двох полків, дислокованих у Семипалатинську, були перегнані в Росію без відома керівництва Казахстану. З цією метою 13 лютого 1992 року до Узина прибув головнокомандувач ВПС Російської Федерації П. Дейнекін. Проте повторити подібний сценарій не вдалося завдяки принциповій позиції командира 106-ї бомбардувальної авіадивізії М. Башкирова та інших старших офіцерів, літаки залишились в Україні. Зокрема, для недопущення несанкціонованого вильоту, на злітно-посадкову смугу аеродрому в Узині вивели зенітні установки ЗСУ-23-4 «Шилка».
- Ту-95МС в Полтавському музеї дальньої авіації
- Ту-95МС

У 1994 році на озброєнні 1006 вбап перебувало 23 Ту-95МС, з них 7 літали, 14 перебували на зберіганні і 2 — на авіаремонтному заводі. Бомбардувальники, що перебували на озброєнні 1006 вбап, мали модифікацію Ту-95МС-16, здатну нести 16 крилатих ракет Х-55 і вражати цілі на відстані до 2500 км.
До кінця 2001 року було знищено або передано Росії в обмін на оплату боргу за природний газ 22 українських Ту-95МС, що перебували на озброєнні, зберіганні та на авіаремонтному заводі в Білій Церкві.[відсутнє в джерелі][неавторитетне джерело] По одному Ту-95У і Ту-95МС як музейні експонати залишилися на території колишньої авіабази Узин і в Полтавському музеї дальньої та стратегічної авіації.